# Jižní pól (hudební skupina)
Jižní pól je česká rocková skupina. Vznikla v říjnu 1981 v Praze pod názvem Letadlo. Inspirační zdroje shrnul zpěvák, kytarista a textař Josef Vondrášek slovy: „Oblíbené kapely – Television, Stranglers, Clash, Wayne County & the Electric Chairs (...) Chceme dělat ne podobnou, ale též samorostlou neprofesionální (nerockovou) hudbu, která by vyrostla z principu osobní výpovědi a ne z maximální zručnosti hráčů“. Letadlo se záhy zařadilo mezi nejvýraznější soubory české nové vlny, videoklip k písni „Ryba“ se objevil i v televizi. V roce 1983 však vyšel ideologický text Nová vlna se starým obsahem, v němž bylo Letadlo uvedeno jako odstrašující příklad společensky podvratných tendencí v populární hudbě: „Jednotvárné, opakující se melodie (pokud se tak dá mnohadecibelový zvuk vůbec nazvat) doprovázející texty, za jejichž autory by bylo možné považovat spíše chovance psychiatrických léčeben, než lidi, kteří se vydávají za umělce.“ V nastolené atmosféře nemohlo Letadlo dále vystupovat, proto se přejmenovalo na Jižní pól podle jedné své skladby; Vondrášek nový název zároveň vysvětloval snahou stát mimo hlavní proud a prozkoumávat nová území. Následující období bylo poznamenáno personální nestabilitou, aktivity skupiny také utlumilo Vondráškovo angažmá ve skupině Abraxas (pod pseudonymem Josef Mrak). Od roku 1987 vystupoval Jižní pól s novým repertoárem, ovlivněným kytarovým indie popem skupin jako U2 nebo The Cure. Josef Vlček toto období charakterizoval v časopise Gramorevue: „Nynější tvorba Jižního pólu je spíše obrácena dovnitř. Snaží se o nadčasovou výpověď, podpořenou výraznou, zapamatovatelnou melodií, o rovnováhu mezi intelektuálním nábojem v textech a rockovým nasazením v hudbě. Někteří posluchači oceňují magickou atmosféru, jiní vychutnají na první poslech elegantní, něžné zvuky a barvy jednotlivých nástrojů, ostatní si mohou s chutí zatančit nebo se alespoň příjemně naladit.“ V roce 1988 vydal Jižní pól singl Před bouří se skrýt/Hé Rám, v roce 1990 byl skladbami „Navždy má“ a „Hosté“ zastoupen na kompilačním albu Nové horizonty a v roce 1991 vyšla u firmy Globus International eponymní dlouhohrající deska. Poté skupina přestala vystupovat a koncertní činnost obnovila až v roce 2015.